# Bram Cohen
Pour les articles homonymes, voir Cohen.
Bram Cohen (12 octobre 1975) est un informaticien surtout connu en tant que créateur du protocole BitTorrent. Il est aussi le cofondateur de la conférence CodeCon (en), l'organisateur du Bay Area p2p-hackers meeting et le co-auteur du logiciel de gestion de version décentralisée Codeville.

## Biographie
Cohen a grandi à Manhattan. Il a appris le langage de programmation BASIC à l'âge de 5 ans sur l'ordinateur familial, un Timex Sinclair. Diplômé de la Stuyvesant High School en 1999, il s'inscrit à l'université de Buffalo (New York). Il la quitte pour travailler dans plusieurs sociétés Internet dans le milieu des années 1990, la dernière étant MojoNation, projet sur lequel il travaille avec Jim McCoy sans pouvoir le mener à son terme.
MojoNation permet de découper des fichiers confidentiels en paquets chiffrés et distribue les paquets à des ordinateurs équipés de ce logiciel. Cette idée, songe alors Cohen, est parfaite pour les programmes pair-à-pair : si des programmes comme KazaA exigent beaucoup de temps pour télécharger de gros fichiers, c'est parce que le fichier est habituellement téléchargé depuis une seule source ou pair. Cohen conçoit donc BitTorrent, capable de télécharger des fichiers depuis plusieurs sources ; par conséquent, la vitesse de téléchargement est démultipliée, notamment pour les utilisateurs jouissant du haut débit. Ainsi, plus les fichiers sont populaires, plus rapide sera le téléchargement pour l'utilisateur, car si plusieurs personnes téléchargent le même fichier simultanément, elles envoient aussi les données à d'autres utilisateurs.
En avril 2001, Cohen quitte MojoNation et commence son travail sur BitTorrent. Cohen dévoile son invention lors de la première conférence de CodeCon — un événement qu'il a créé avec son colocataire Len Sassama, tous deux étant déçus par les congrès consacrés aux nouvelles technologies.
Durant l'été 2002, Cohen collectionne des images pornographiques pour allécher les bêta testeurs du programme[réf. nécessaire]. Le logiciel gagne en notoriété grâce à la communauté Linux, dont les membres apprécient de pouvoir s'échanger d'énormes fichiers de logiciels libres. Mais son véritable succès tient à ce qu'il permet de partager rapidement de gros fichiers (musique ou films). Cohen lui-même prétend qu'il n'a jamais enfreint la loi sur les droits d'auteur en utilisant son logiciel, et soupçonne la MPAA (Association du cinéma américain) de le surveiller de près pour faire un exemple le cas échéant. Ce qui ne l'empêche pas d'affirmer que les médias actuels sont dépassés malgré leurs tentatives juridiques ou techniques pour se protéger, comme le « digital rights management ». En mai 2005, Cohen sort une version bêta de BitTorrent sans serveur tracker.
Fin 2003, Cohen a rejoint Valve Software pour travailler sur Steam, le système distribué numérique introduit dans Half-Life 2. Il quitte Valve au début de 2005 et sa première source de revenus est à nouveau constituée des donations effectuées par les utilisateurs BitTorrent.
Fin 2005, Cohen passe un accord avec la Motion Picture Association of America pour supprimer tous les liens vers du contenu illégal sur le site officiel de BitTorrent. L'accord est passé avec les sept plus grands studios américains. Dorénavant, selon les termes de l'accord, bittorrent.com se conformera aux grandes lignes du Digital Millennium Copyright Act.
Cohen déclare avoir un « autisme à haut niveau de fonctionnement » (high-functioning autism), auquel il attribue ses facultés de concentration et ses difficultés relationnelles.
Il vit actuellement dans la Bay Area de San Francisco avec sa femme, Jenna et ses enfants.
En 2017, Bram Cohen lance le projet ''Chia'' (XCH), Blockchain qui dispose de son propre langage de programmation personnalisé, nommé Chialsip, ainsi qu'un mécanisme de consensus novateur appelé proof-of-space-and-time (PoST).

## Autres intérêts
Parmi les loisirs de Cohen, citons la création d'origamis, et le jonglage à cinq balles. Il apprécie par-dessus tout les « mathématiques récréatives ». Cohen a un blog où il parle fréquemment de Trust metric (en) avec Raph Levien (en), ainsi que de systèmes monétaires, de Rubik's Cube et autres sujets mathématiques.

## Récompenses
- 2005 : prix TR35 (MIT Technology Review magazine)
- 2005 : Time's 100 Most Influential People (parmi les 100 personnalités les plus influentes en 2005) [2]
- 2006 : USENIX STUG Award[3]